# Bankston
Bankston és una població dels Estats Units a l'estat d'Iowa. Segons el cens del 2000 tenia 27 habitants.

## Demografia
Segons el cens del 2000, Bankston tenia 27 habitants, 12 habitatges, i 9 famílies. La densitat de població era de 38,6 habitants per km².
Dels 12 habitatges en un 33,3% hi vivien nens de menys de 18 anys, en un 50% hi vivien parelles casades, en un 16,7% dones solteres, i en un 25% no eren unitats familiars. En el 25% dels habitatges hi vivien persones soles el 8,3% de les quals corresponia a persones de 65 anys o més que vivien soles. El nombre mitjà de persones vivint en cada habitatge era de 2,25 i el nombre mitjà de persones que vivien en cada família era de 2,56.
Per edats la població es repartia de la següent manera: un 25,9% tenia menys de 18 anys, un 14,8% entre 18 i 24, un 40,7% entre 25 i 44, un 7,4% de 45 a 60 i un 11,1% 65 anys o més.
L'edat mediana era de 36 anys. Per cada 100 dones de 18 o més anys hi havia 122,2 homes.
La renda mediana per habitatge era de 18.750 $ i la renda mediana per família de 18.750 $. Els homes tenien una renda mediana de 19.583 $ mentre que les dones 38.750 $. La renda per capita de la població era de 9.886 $. Entorn del 30% de les famílies i el 41,4% de la població estaven per davall del llindar de pobresa.

## Poblacions properes
El següent diagrama mostra les poblacions més properes.